# Clase Cyclone
Los patrulleros clase Cyclone son una clase de patrulleros que estuvieron al servicio de la Armada de los Estados Unidos. La mayoría de estos barcos, llamados así por fenómenos meteorológicos, fueron botados entre 1992 y 1994. La misión principal de estos barcos era el patrullaje costero y la vigilancia de interdicción, un aspecto importante de las operaciones de litorales descritas en la estrategia de la Marina, "Forward...From the Sea.". Estos buques también prestaron apoyo en misiones a los U.S. Navy SEAL como también a otras fuerzas de operaciones especiales. Varios de estos buques fueron transferidos por un tiempo a la Guardia Costera de los EE. UU. (USCG) y luego regresaron.
La clase Cyclone fue asignada a la Guerra Naval Especial. De los 14 barcos, originalmente 9 operaban desde la Base Naval Anfibia Little Creek, Norfolk, Virginia  y 4 operaron desde la Base Naval Anfibia Coronado. Estos buques brindaban al Comando de Guerra Especial Naval de los Estados Unidos una plataforma rápida y confiable que podía responder a los requisitos emergentes en un entorno de conflicto a baja intensidad. Seis buques fueron dados de baja y cedidos a la Guardia Costera. El buque líder, Cyclone, estuvo en préstamo desde el 2000 a 2004 y luego fue transferido a la Armada de Filipinas. Monsoon fue prestado a la USCG en 2004, Tempest en 2005, ambos regresaron en 2008, Shamal, Tornado y Zephyr estuvieron prestados de 2004 a 2011. A su regreso a la Marina de los EE. UU., fueron puestos nuevamente en servicio.
Los buques cedidos a la Guardia Costera estadounidense se utilizaron en diversas funciones, como búsqueda y rescate, interceptación, abordaje e inspección de cargueros extranjeros que llegaban a puertos estadounidenses.
En septiembre de 2010, se tomó la decisión de retirar todos los buques restantes de la clase debido a daños por fatiga en sus cascos. La clase fue diseñada para una vida útil de unos 15 años. Todos los miembros de la clase, salvo el más reciente, el USS Tornado (PC-14), llevan más tiempo en servicio.
A partir del 2015, diez de los 13 patrulleros se desplegaron en la Actividad de Apoyo Naval de Baréin en el Golfo Pérsico, para hacer frente a un posible conflicto con Irán. Está previsto que los tres buques restantes de la clase se trasladen a la Estación Naval de Mayport, en Florida, para realizar principalmente tareas de interceptación de drogas con el Mando Sur de las Fuerzas Navales de Estados Unidos (USNAVSO)/Cuarta Flota de EE.UU.
En marzo de 2023, el último de los buques de esta clase fue retirado del servicio y designado para su venta a través del FMS o destinado al desguace.

## Diseño y Desarrollo

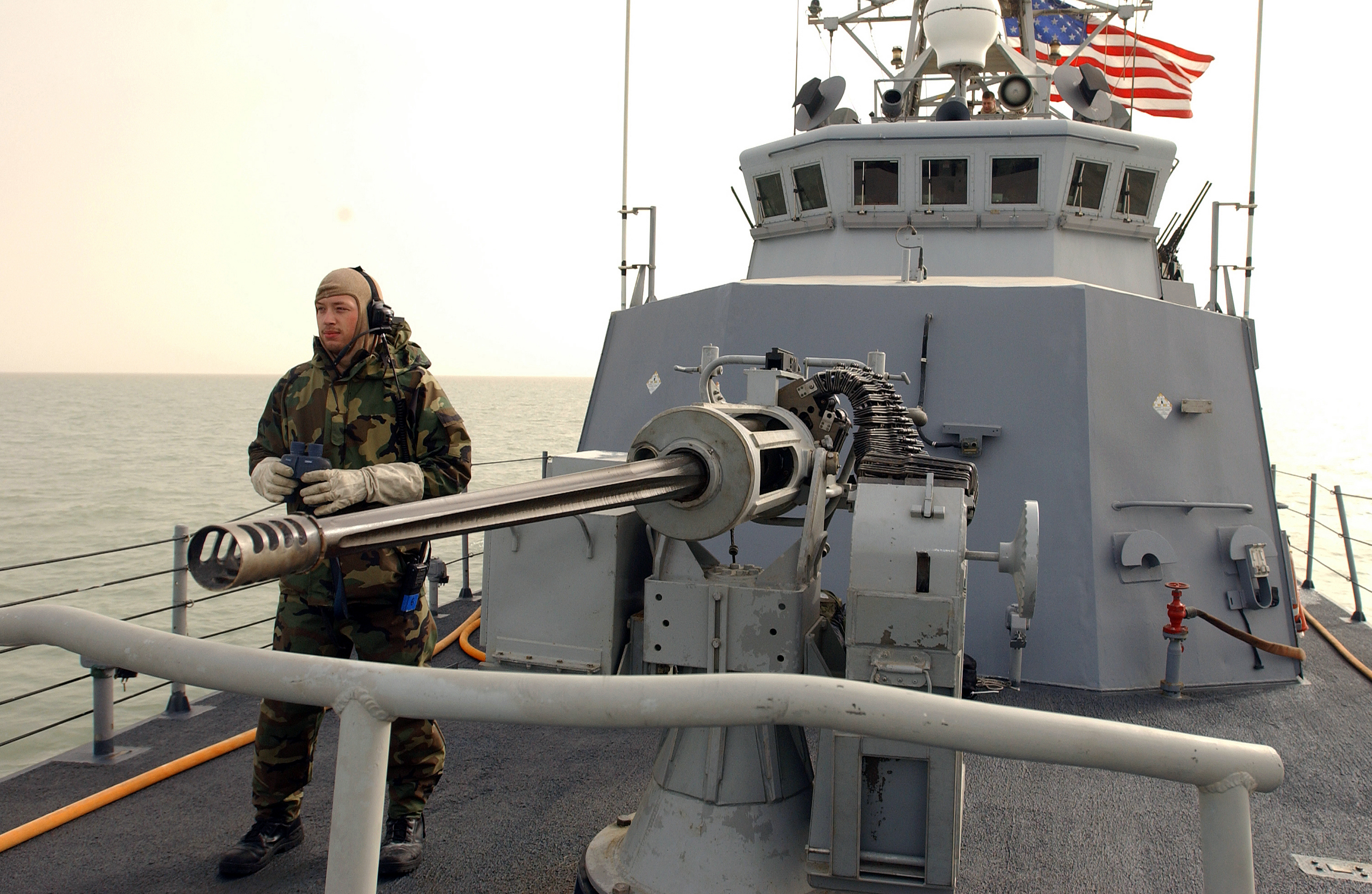
Uno de los dos cañones automáticos de 25 mm a bordo del USS Chinook (PC-9)

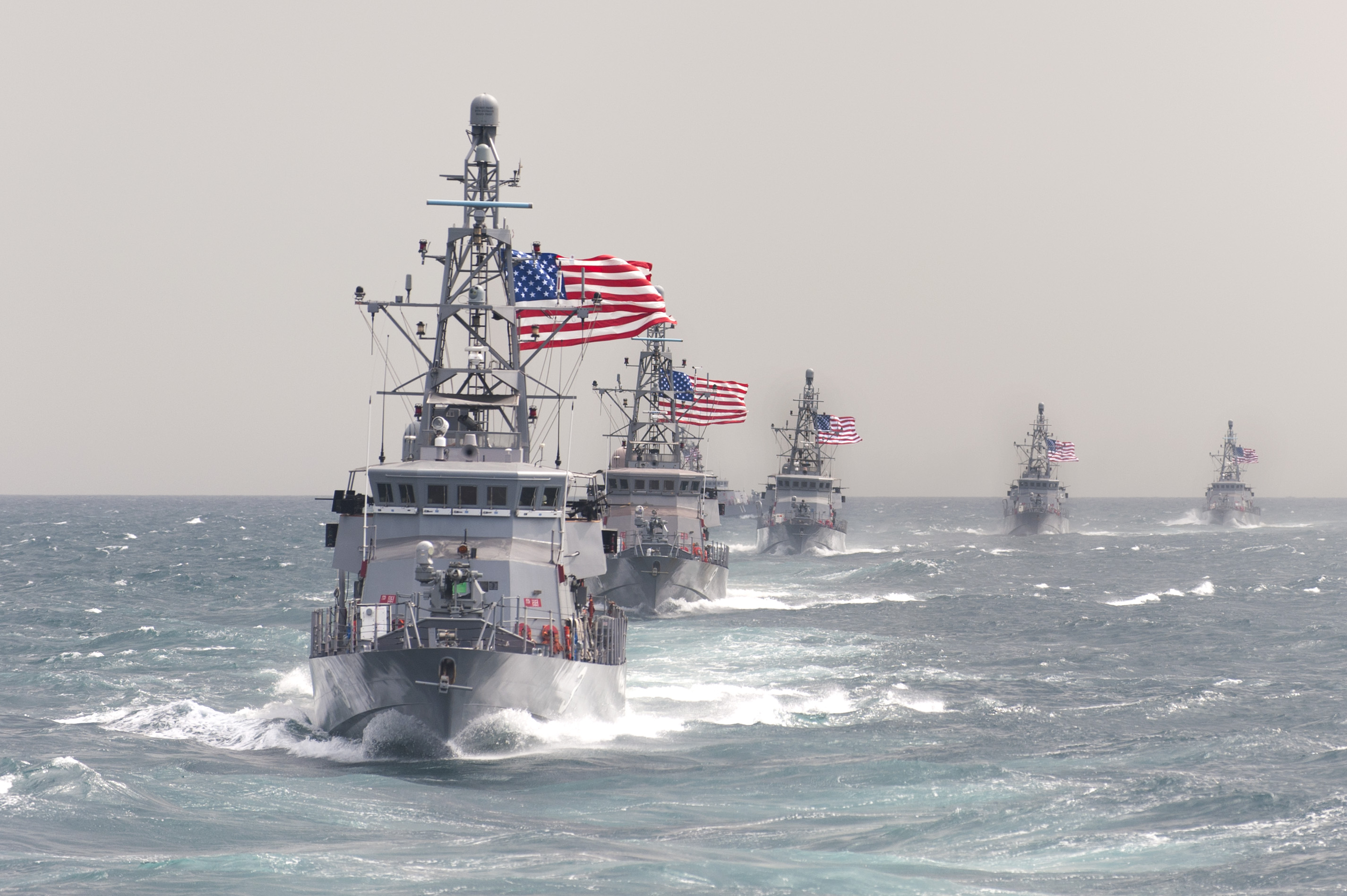
USS Hurricane (PC-3) lidera seis barcos del Escuadrón Costero de Patrulla 1 en el Golfo Pérsico, marzo de 2015.

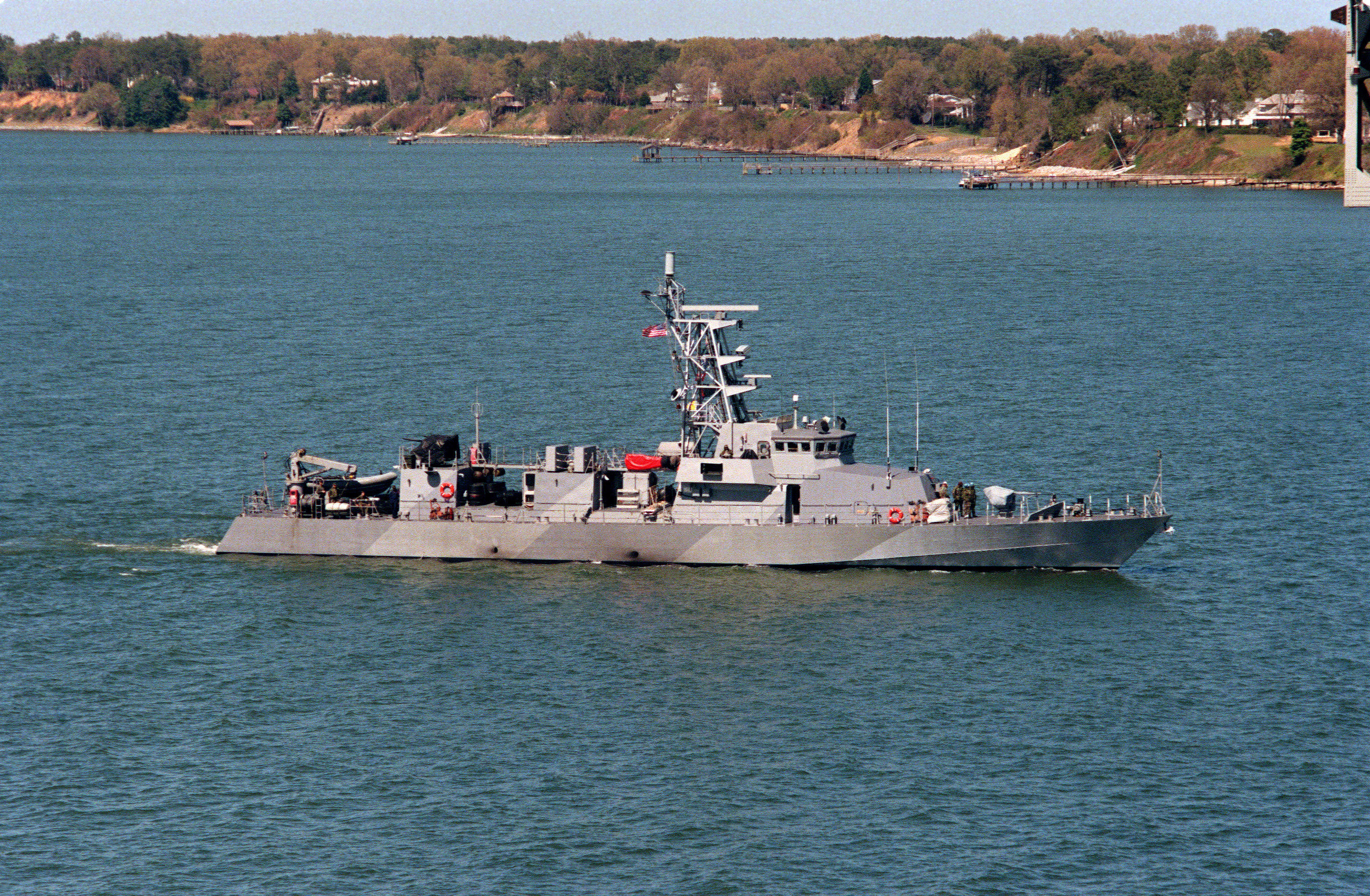
USS Firebolt (PC-10) pasando por la Estación Naval de Armas Yorktown, Virginia, EE. UU. Esta vista lateral de estribor muestra el esquema de camuflaje astillado de la embarcación.

En la década de 1980, la Marina de los EE. UU. solicitó un sustituto para las pequeñas patrulleras PB Mk III de la guerra de Vietnam, utilizadas para el transporte de equipos SEAL. El primer intento de reemplazar los PB Mk III condujo a que se hiciera un pedido en 1984 de un buque furtivo aerodeslizador, el Special Warfare Craft, Medium o SWCM, con una longitud aproximada de 25 m y un desplazamiento de 150 toneladas. Sin embargo, el SWCM, apodado "Sea Viking", fue un fracaso y en 1987 el proyecto fue abanado.
El fracaso del innovador SWCM, llevó a que se decidiera desarrollar a los sustitutos de los PB Mk III con base en un diseño existente en lugar de esperar a desarrollar y producir un diseño completamente nuevo.  Bollinger Shipyards propuso un desarrollo de la embarcación de ataque rápido de la clase Province, de Vosper Thornycroft, construida para Omán y Kenia, y esto fue seleccionado por la Armada de los Estados Unidos. Construida para Omán y Kenia, y esta fue seleccionada por la Marina de los EE. UU.
Con 56.7 metros, el nuevo diseño, al principio denominado Patrol Boat Coastal, y más tarde PC, era mucho más grande que los buques a reemplazar. Se planeó construir 16 PBC para reemplazar los 17 PB Mk III, con las primeras entregas previstas para 1991. Sin embargo, el programa se detuvo en 14 barcos, al constatarse que las PC eran demasiado grandes para la función de trasporte de SEAL.

## Carrera Operacional
En 2003, tras la ocupación de Irak, las embarcaciones de la clase Cyclone fueron desplegadas para vigilar las plataformas petrolíferas en alta mar de Irak. En 2005, cuando Irak asumió la responsabilidad de las defensas de estas, diez de los buques de la clase Cyclone permanecieron en el Golfo Pérsico, realizando otras tareas de patrulla. 
El 30 de marzo de 2022, la Fuerza Naval Real de Baréin encargó cinco de los patrulleros que fueron dados de baja por la USN, en Manama.
El 28 de marzo de 2023, la Marina de los EE. UU. retiró del servicio los dos últimos patrulleros clase Cyclone estacionados en la Naval Support Activity Bahrain.

## Barcos de la Clase
| Buque       | Número | Oficial- fuera de servicio                                                                                           | puerto base      | Estado |
| ----------- | ------ | --- | ---------------- | --- |
| Cyclone     | PC-1   | 1993–2000 (USCG 2000-2004)                                                                                           | Filipinas        | Febrero de 2000, transferido a la Guardia Costera de los EE. UU. en como USCGC Cyclone (WPC-1) Marzo de 2004, transferido a la Armada de Filipinas. Ahora BRP Mariano Álvarez (PS-38) .                                                                         |
| Tempest     | PC-2   | 1993–2005 (USCG 2005-2008)2008-2022                                                                                  | Manama, Baréin   | Prestado a la Guardia Costera de EE. UU. como USCGC Tempest (WPC-2), devuelto a la Marina y puesto en servicio nuevamente en 2008 Retirado el 7 de marzo de 2022 Transferido a las Fuerzas Navales Reales de Baréin y puesto en servicio el 30 de marzo de 2022 |
| Hurricane   | PC-3   | 1993–2023 | Egipto           | Transferido a la Armada de Egipto el 21 de marzo de 2023. |
| Monsoon     | PC-4   | 1994–2008 (USCG 2004-2008) 2008-2023                                                                                 | Filipinas        | Retirado el 28 de marzo de 2023, transferido a la Armada de Filipinas . |
| Typhoon     | PC-5   | 1994–2022 | Manama, Baréin   | Desarmado el 14 de marzo de 2022. Transferido a las Fuerzas Navales Reales de Baréiny puesto en servicio el 30 de marzo de 2022, ahora RBNS Damsah |
| Sirocco     | PC-6   | 1994–2023 | Egipto           | Transferido a la Armada de Egipto el 21 de marzo de 2023. |
| Squall      | PC-7   | 1994–2022 | Manama, Baréin   | Desarmado el 14 de marzo de 2022. Transferido a las Fuerzas Navales Reales de Baréin y puesto en servicio el 30 de marzo de 2022 |
| Zephyr      | PC-8   | 1994–2004 (USCG 2004-2011) 2011-2021 1994–2004 (USCG 2004-2011) 2011-2021<br /> 1994–2004 (USCG 2004-2011) 2011-2021 | Mayport, Florida | Desarmado el 17 de febrero de 2021, y listo para ser desechado. |
| Chinook     | PC-9   | 1995–2023 | Filipinas        | Retirado el 28 de marzo de 2023, transferido a la Armada de Filipinas . |
| Firebolt    | PC-10  | 1995–2022 | Manama, Baréin   | Retirado el 23 de febrero de 2022 Transferido a las Fuerzas Navales Reales de Baréin y puesto en servicio el 30 de marzo de 2022 |
| Whirlwind   | PC-11  | 1995–2022 | Manama, Baréin   | Retirado el 21 de marzo de 2022 Transferido a las Fuerzas Navales Reales de Baréin y puesto en servicio el 30 de marzo de 2022 |
| Thunderbolt | PC-12  | 1995–2023 | Egipto           | Transferido a la Armada de Egipto el 21 de marzo de 2023. |
| Sharmal     | PC-13  | 1996–2004 (USCG 2004-2011) 2011-2021 1996–2004 (USCG 2004-2011) 2011-2021 1996–2004 (USCG 2004-2011) 2011-2021       | Mayport, Florida | Retirado el 16 de febrero de 2021, y listo para ser desechado. |
| Tornado     | PC-14  | 2000–2004 (USCG 2004-2011) 2011-2021<br /> 2000–2004 (USCG 2004-2011) 2011-2021                                      | Mayport, Florida | Desarmado el 18 de febrero de 2021. Actualmente en espera de venta a un socio militar extranjero . |

Los buques USS Zephyr (PC-8), USS Shamal (PC-1), y USS Tornado (PC-14) estaban en la Base Expedicionaria Conjunta de Little Creek (Virginia) pero se trasladaron a la Estación Naval de Mayport (Florida). Los tres fueron dados de baja en febrero de 2021. Zephyr y Shamal  serán desguazados, mientras que el USS Tornado (PC-14)  posiblemente se venderá al extranjero.